# Wilhelm Ostermeier
Wilhelm Ostermeier (* 16. Februar 1929) ist ein ehemaliger deutscher Fußballspieler, der für den FC Bayern München und Borussia Neunkirchen zwischen 1947 und 1955 und für den SV St. Ingbert 1957/58 in der Oberliga, der seinerzeit höchsten deutschen Spielklasse, aktiv war.

## Karriere

### Beginn
Ostermeier gehörte bereits mit 18 Jahren und zunächst von 1947 bis 1949 der ersten Mannschaft des FC Bayern München an, für die er in der Oberliga Süd lediglich in der ersten Saison sechsmal zum Einsatz kam. Sein Debüt für die Bayern gab er am 4. April 1948 (27. Spieltag) bei der 1:2-Niederlage im Auswärtsspiel gegen den SV Waldhof Mannheim. In der Saison 1948/49 bestritt er lediglich ein Freundschaftsspiel und gehörte der Mannschaft kurzfristig in der Saison 1949/50 nicht an. In der Saison 1950/51 bestritt er ein Oberliga- und 13 Freundschaftsspiele, in denen er drei Tore erzielte. In seiner letzten Saison für die Bayern bestritt er drei Punkt- und vier Freundschaftsspiele.

### Fortsetzung
Zur Saison 1952/53 wechselte er in die Oberliga Südwest zu Borussia Neunkirchen, für die er drei Spielzeiten absolvierte und auch zwei Spiele im DFB-Pokal-Wettbewerb bestritt. Am 17. August 1952 gehörte er der Mannschaft an, die im Vorrundenspiel mit 2:1 gegen den FC Schalke 04 gewann, sowie der, die am 19. November im Achtelfinale mit 0:2 gegen den Hamburger SV verlor.

### Ende
Zur Saison 1955/56 schloss er sich dem Aufsteiger in die 2. Oberliga Südwest, dem SV St. Ingbert an, mit dem er als Zwölftplatzierter die Spielklasse hielt. Ein Jahr später schloss er mit der Mannschaft die Saison als Erstplatzierter ab, stieg mit ihr in die Oberliga Südwest auf und nach nur einer Spielzeit als Tabellenletzter umgehend ab.